# Дмитриј Попов
Дмитриј Лавович Попов (рус. Дмитрий Львович Попов; 27. фебруар 1967, Јарослављ) бивши је руски фудбалер.

## Каријера
Попов је рођен у Јарослављу, у тадашњем Совјетском Савезу. Почео је да игра професионално фудбал у локалном клубу Шињик, а потом је потписао уговор са руским великаном Спартаком из Москве.
Године 1993. године Попов се преселио у Шпанију заједно са саиграчем Дмитријем Радченком. Провео је наредних шест и по година играјући за Расинг Сантандер, Компостелу и Толедо. Од 1999. године придружио се израелском Макабију из Тел Авива. У шпанском Толеду је 2000. године завршио играчку каријеру.
Попов се вратио у Спартак из Москве 2008. године на место спортског директора. Играо је за репрезентацију Русије у периоду од 1992. до 1998. године. Укупно је забележио 21 наступ за национални тим и постигао 4 поготка. Са репрезентацијом Русије учествовао је на завршном турниру Светског првенства 1994. у Сједињеним Државама.

## Успеси
- Премијер лига Русије: 1992, 1993.
- Првенство Совјетског Савезa: 1989.
- Куп СССР: 1992.